# Orn Hyrna Thorisson
Orn Hyrna Thorisson (apodado el Cuerno, n. 740) fue un caudillo vikingo, rey de Hordaland. Era hijo de Thorir Svina Bodvarsson y padre de Aun Arnasson, y de Finn svade [Svåse] Aunsson.
Varios colonos de la Mancomunidad Islandesa proclamaron ser descendientes de Orn.